# Álvaro Madero Muñoz
Álvaro Madero Muñoz es un empresario mexicano, director general de Grupo Hema, fue del 3 de enero al 9 de octubre de 2010 presidente municipal de Chihuahua, Chihuahua.

## Biografía
Álvaro Madero Muñoz es egresado de la Universidad de Texas en El Paso, de la Licenciatura en Administración de Empresas. Cursó la maestría en Administración por el Instituto Tecnológico y de Estudios Superiores de Monterrey, estudió en el Instituto Panamericano de Alta Dirección de Empresa (IPADE), y en el Programa de Alta Dirección (AD-2 Chihuahua).
Se desempeñó como gerente de proyectos especiales en Vitro, S.A. Fue director general de Hoteles Casa Grandes y presidente y director general de Promotora Empresarial del Norte, S.A. de C.V., presidente de Desarrollo Económico del Estado de Chihuahua, A.C., presidente de la Asociación Mexicana de Hoteles y Moteles del Estado de Chihuahua, A. C., presidente de Grupo Empresarial Avance, A.C. y presidente del Festival Internacional de Cine Chihuahua en su edición 2009. 
En 2007 fue elegido presidente municipal suplente de Chihuahua en la fórmula de Carlos Borruel Baquera y asumió la titularidad de la presidencia municipal el 3 de enero de 2010 a la solicitud de licencia definitiva presentada ese día por Carlos Borruel.
Álvaro Madero Muñoz es nieto de Evaristo Madero González —hermano menor de Francisco I. Madero y Gustavo A. Madero— y hermano de Gustavo Madero Muñoz, senador y presidente del Senado de 2008 a 2009.